# اجتماع ساكنين (إنجليزية)
التخلص من اجتماع ساكنين (صامتين) ظاهرة معروفة في اللغة الإنجليزية أيضا:

## التخلص من اجتماع ساكنين في بداية الكلمة
- صوت /hw/ إلى /h/ أو /w/
- صوت /hj/ إلى /j/
- صوت /hn/ إلى /n/
- صوت /hl/ إلى /l/
- صوت /hr/ إلى /r/